# Kaukilanjärvi
Kaukilanjärvi är en sjö i kommunen Padasjoki i landskapet Päijänne-Tavastland i Finland. Arean är 40 hektar och strandlinjen är 4,46 kilometer lång. Sjön  ingår i Kymmene älvs huvudavrinningsområde.   Den ligger omkring 54 km nordväst om Lahtis och omkring 140 km norr om Helsingfors. 